# Балка Злодійка
Балка Злодійка, Злодійська (рос. б. Злодейка; Б. Злодейская) — балка (річка) в Україні у Синельниківському районі Дніпропетровської області. Права притока річки Вовчої (басейн Дніпра).

## Опис
Довжина балки приблизно 4,65 км, найкоротша відстань між витоком і гирлом — 3,84  км, коефіцієнт звивистості річки — 1,21 . Формується декількома балками та загатами.

## Розташування
Бере початок на південно-східній стороні від села Малинівка. Тече переважно на південний захід і на північно-східній околиці села Коломійці впадає у річку Вовчу, ліву притоку річки Самари.

## Цікаві факти
- Від витоку балки на північній стороні на відстані приблизно 3,63 км пролягає автошлях Н15[3] (автомобільний шлях національного значення на території України, Запоріжжя — Донецьк.).